# 島根県道172号美都匹見線
島根県道172号美都匹見線（しまねけんどう172ごう みとひきみせん）は、島根県益田市を通る一般県道である。

## 概要
益田市美都町山本から益田市匹見町落合に至る。

### 路線データ
- 起点：益田市美都町山本（国道191号交点）
- 終点：益田市匹見町落合（国道488号交点）
- 通行不能区間：益田市美都町都茂 - 益田市匹見町落合
- 冬期閉鎖区間：益田市美都町山本 - 益田市匹見町落合（11.6 km（通行不能区間を含む）、12月15日 - 翌年3月15日）

## 歴史
- 1958年（昭和33年）6月13日 - 島根県告示第525号により認定される。
- 1972年（昭和47年）頃 - 現行の県道番号に変更される。
- 2004年（平成16年）11月1日 - 益田市が美濃郡全2町（匹見町・美都町）を編入したことにより全線が益田市内の路線になる。

## 地理

### 通過する自治体
- 島根県
  - 益田市

### 交差する道路
| 交差する道路            | 交差する場所 | 交差する場所 |
| ----------------------- | ------------ | ------------ |
| 国道191号               | 美都町山本   | 起点         |
| 島根県道314号美都澄川線 | 美都町山本   |              |
| 通行不能区間            |              |              |
| 国道488号               | 匹見町落合   | 終点         |

### 沿線
- 益田警察署 都茂駐在所
- 嵯峨谷ダム
- みと自然の森

### 峠
- 野々峠（益田市）